# Вингст
Вингст (нем. Wingst) — община в Германии, в земле Нижняя Саксония. Входит в состав района Куксхафен. Подчиняется союзу общин Ланд-Хадельн. Население составляет 3320 человек (на 31 декабря 2019 года). Занимает площадь 55,62 км².
Расположена в 35 км к югу от устья Эльбы в Северном море и в 40 км юго-восточнее дельты Везера. Среди водных объектов можно также выделить озеро Балкзее. На территории муниципалитета расположен одноименный горный хребет.
Название общины впервые упоминается в договоре купли-продажи, согласно которому архиепископ Гилберт фон Брункхорст продал землю у озера Балкзее рыцарям Эрпо фон Люнебергу и Августину фон Остену.

## Население
| Год  | Численность | Численность |
| ---- | ----------- | ----------- |
| 2016 | 3370        | [ 6 ]       |
| 2017 | 3340        | [ 1 ]       |
| 2019 | 3320        | [ 7 ]       |
| 2021 | 3375        | [ 8 ]       |
| 2022 | 3375        | [ 9 ]       |
| 2023 | 3380        | [ 2 ]       |